# Katedra w Monreale
Katedra Santa Maria Nuova (wł.: Duomo di Monreale) – kościół katedralny pod wezwaniem Matki Boskiej w Monreale na Sycylii. Budowla znajduje się pod kuratelą archidiecezji Monreale. Nosi honorowy tytuł papieski bazyliki mniejszej.
W 2015 katedra została wpisana na listę Światowego Dziedzictwa UNESCO razem z zabytkami architektury normańsko-arabskiej w Palermo oraz z katedrą w Cefalù.

## Styl architektoniczny

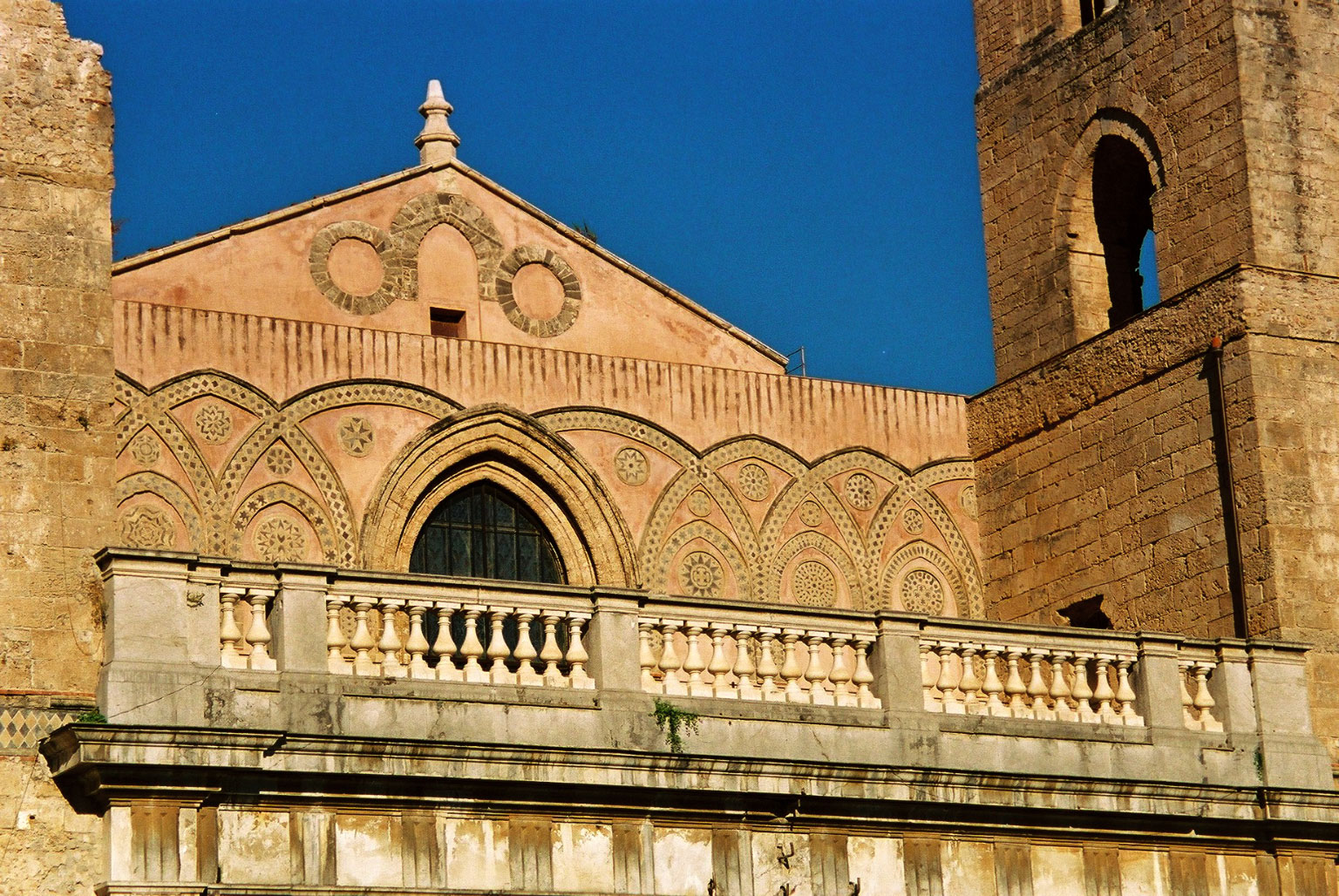
Arabeska na przedniej elewacji

Pierwszy projekt budowy świątyni powstał w latach 1172–1176 na zlecenie króla Sycylii Wilhelma II Dobrego, wnuka króla Rogera II. Celem budowy kościoła wraz z klasztorem i biskupstwem było ograniczenia rosnących wpływów biskupstwa Palermo, a w szczególności tamtejszego biskupa Gualtierro Offamilio. W kościele szczególnie imponująco prezentuje się styl arabsko-bizantyjsko-normandzki, który w XII wieku dominował w architekturze sycylijskich budowli. Rozwiązania i detale składające się na ten styl stanowiły symbiozę dziedzictwa trzech zamieszkujących Sycylię odmiennych kultur. Skomplikowany obraz architektoniczny normandzkiej odmiany romanizmu (bryła katedry) dopełniają tu bogate mozaiki: geometryczne ornamenty na ścianach zewnętrznych (styl arabski) oraz złocenia przedstawień figuralnych na ścianach wewnętrznych bazyliki (styl bizantyjski).

## Parametry budowli

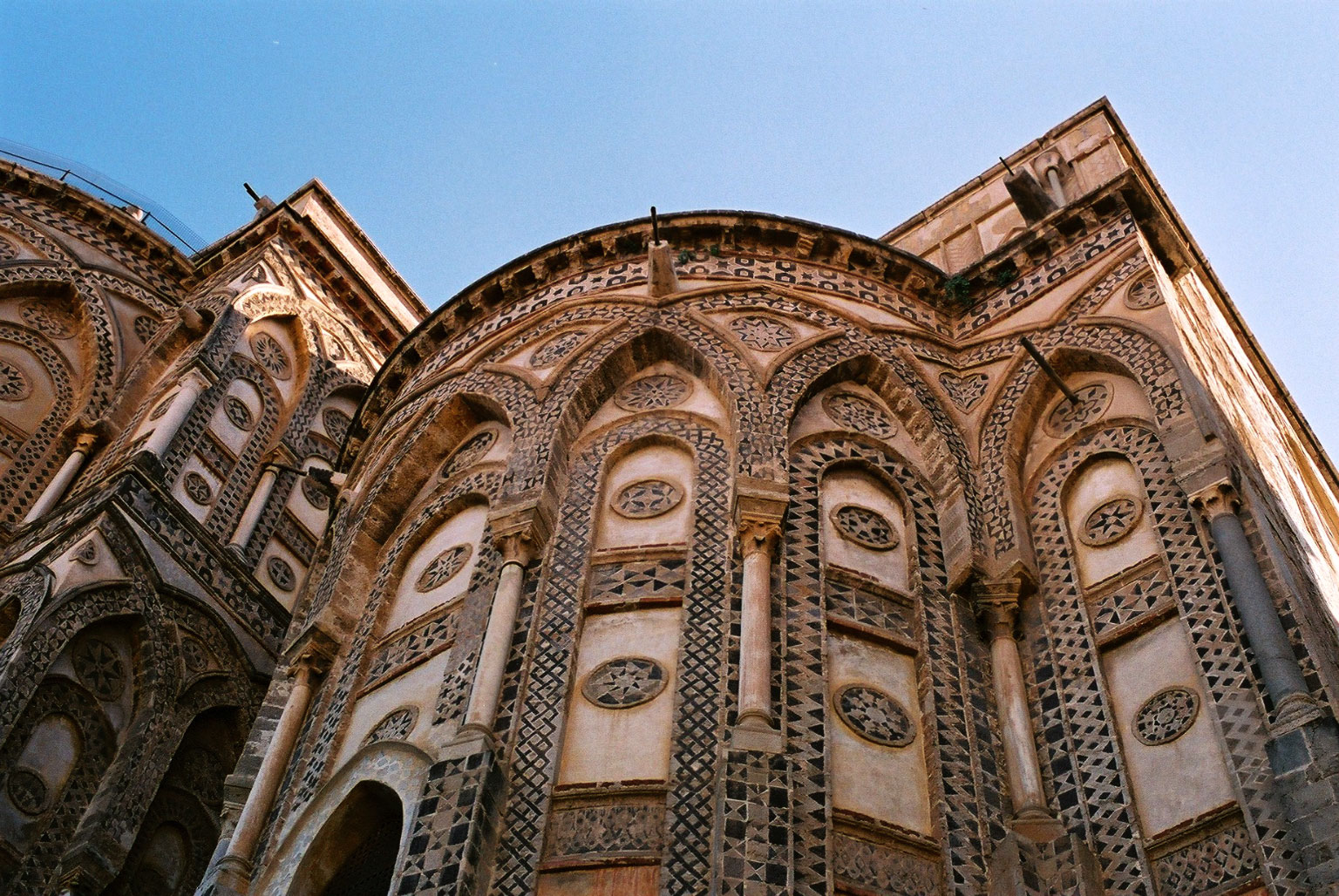
Widok z lewej strony apsydy

Katedra ma 102 metry długości, 40 metrów szerokości i 32 metry wysokości. Boczne elewacje ma dodatkowo wzmocnione basztami, z lewej strony z nieukończoną wieżą. Hełm wieży z prawej strony został zniszczony po uderzeniu pioruna w XVI wieku.
W XVIII wieku do fasady katedry dobudowano klasyczny portyk, przez co pierwotny jej wygląd został całkowicie zatarty. Nad portykiem widoczny jest jeszcze fragment ornamentu wywodzącego się ze sztuki arabskiej.

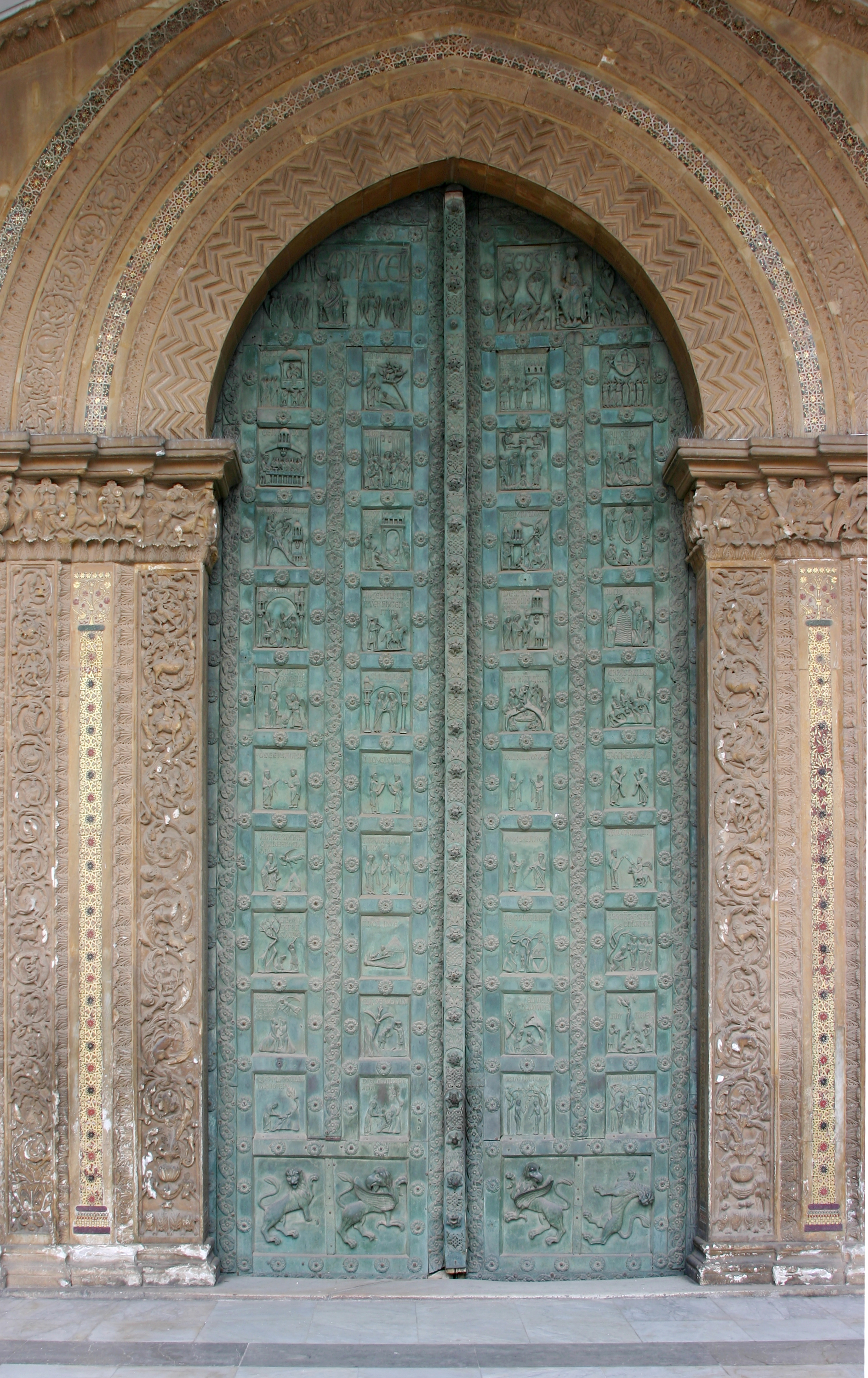
Portal zachodni i brązowe drzwi Bonanusa

Zachodnie wejście do katedry zdobi największy w sztuce tego czasu portal o wymiarach 7,8 na 3,7 m oraz drzwi brązowe z 42 przedstawieniami scen z Biblii, wykonane w roku 1186 przez Bonanusa z Pizy. 
W północnej części katedry znajduje się podobny portal z drzwiami brązowymi z ok. 1190 roku wykonanymi przez Barisanusa z Trani.
Oryginalne dekoracje fasady najlepiej widoczne są na apsydzie. Górne elementy łuków ozdobione są mozaiką z czarnego, żółtego i białego kamienia.

## Wnętrze

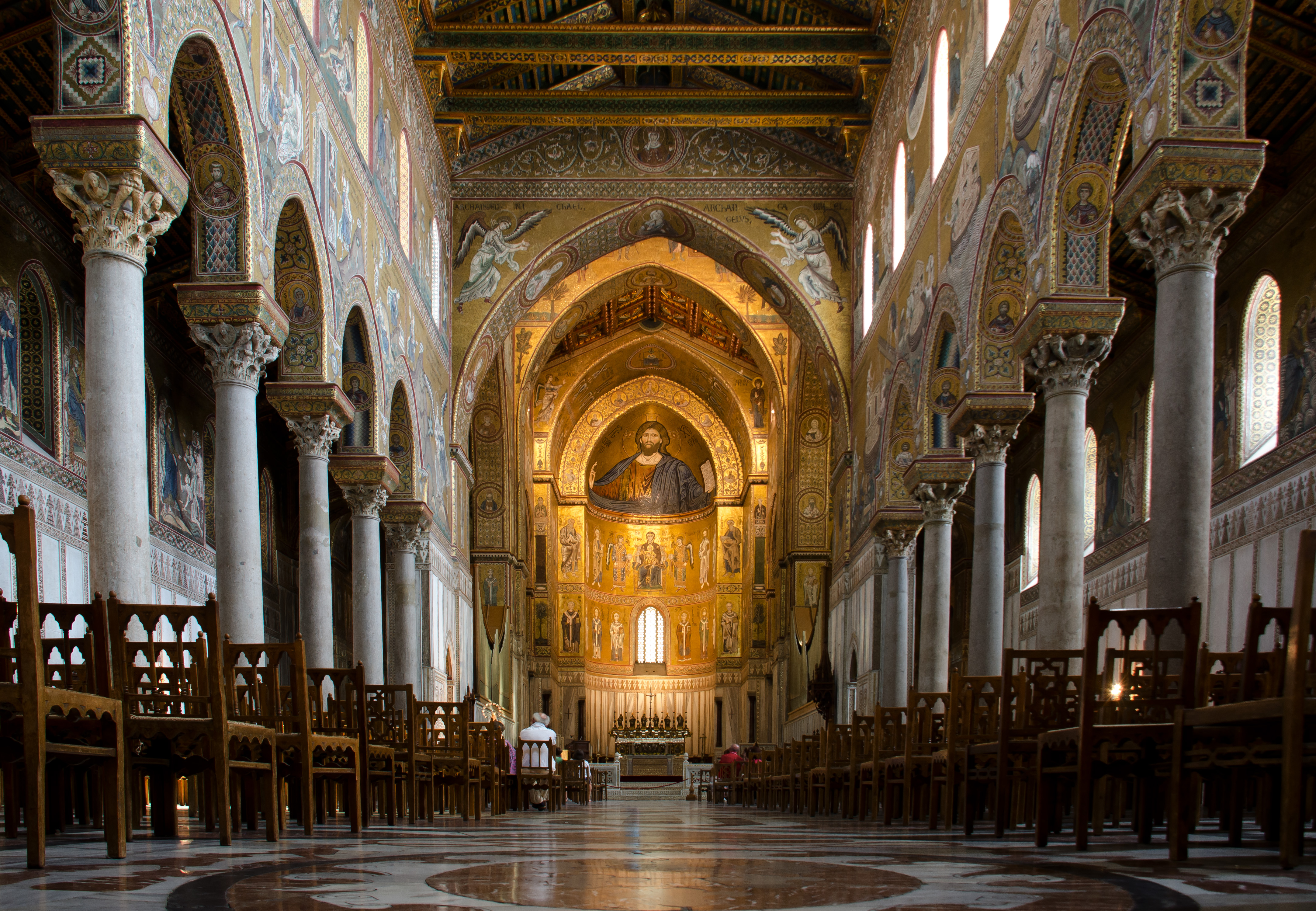
Nawa centralna

Wnętrze katedry podzielone jest na trzy nawy rzędami kolumn o głowicach korynckich, przy czym nawa środkowa jest trzy razy szersza od bocznych. Szczególną uwagę poświęcił architekt chórowi mieszczącemu się na przecięciu nawy głównej z nawą poprzeczną.
Podłoga i wewnętrzne mury katedry w dolnych partiach wykończone są platerowanym marmurem na wzór islamskich meczetów. Górne partie ścian pokrywają całkowicie bizantyjskie mozaiki, wykonane przez artystów miejscowych i przybyłych z Konstantynopola w latach 1179–1182. Łącznie zajmują one powierzchnię 6340 metrów kwadratowych.

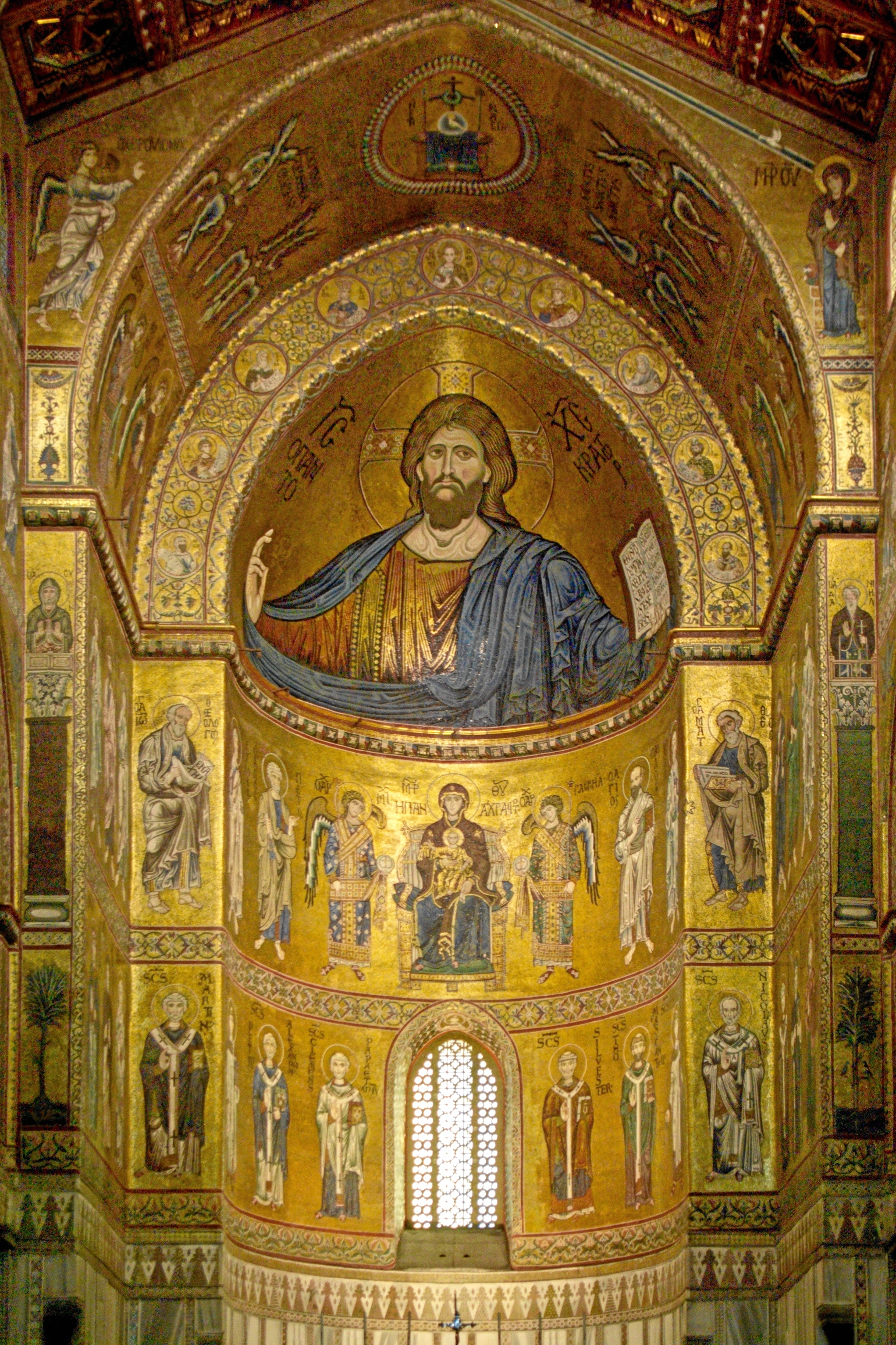
Chrystus Pantokrator

W apsydzie wewnętrznej na całej powierzchni ukazana została dominująca wnętrze katedry postać Chrystusa jako Pantokratora (Pana wszystkiego). Poniżej znajduje się Maryja z Dzieciątkiem, którym towarzyszą archaniołowie Gabriel i Michał oraz m.in. Piotr i Paweł. W kolejnym rzędzie przedstawieni są święci.
Mozaiki w nawie środkowej i na ścianie zachodniej ukazują w dwóch rzędach sceny z Księgi Rodzaju (pierwszej księgi Starego Testamentu): w górnym rzędzie sceny od Stworzenia świata, aż do wygnania z Raju, w dolnym rzędzie  sceny z życia patriarchów Noego, Abrahama, Izaaka i Jakuba.
Na mozaikach w okolicy chóru i w ramionach transeptu przedstawione są sceny z życia Jezusa: od Zwiastowania do Wniebowstąpienia i zesłanie Ducha Świętego w dniu Pięćdziesiątnicy. Na ścianach naw bocznych widnieją dokonywane przez Jezusa cuda.
Mozaiki w kaplicy północnej i apsydzie północnej nawy bocznej ukazują sceny z Dziejów Apostolskich dotyczące życia świętego Pawła, w kaplicy i absydzie po stronie południowej - sceny z życia świętego Piotra.
W południowej części transeptu znajdują się sarkofagi królów: Wilhelma I i Wilhelma II, w północnej części spoczywa Małgorzata z Nawarry (żona Wilhelma I) i jej synowie Roger oraz Henryk. Znajduje się tam też sarkofag króla Francji Ludwika IX.
Od południa dołączona jest do katedry również zbudowana w roku 1569 kaplica pod wezwaniem świętego Benedykta, obecnie służy jako kaplica Najświętszego Sakramentu.

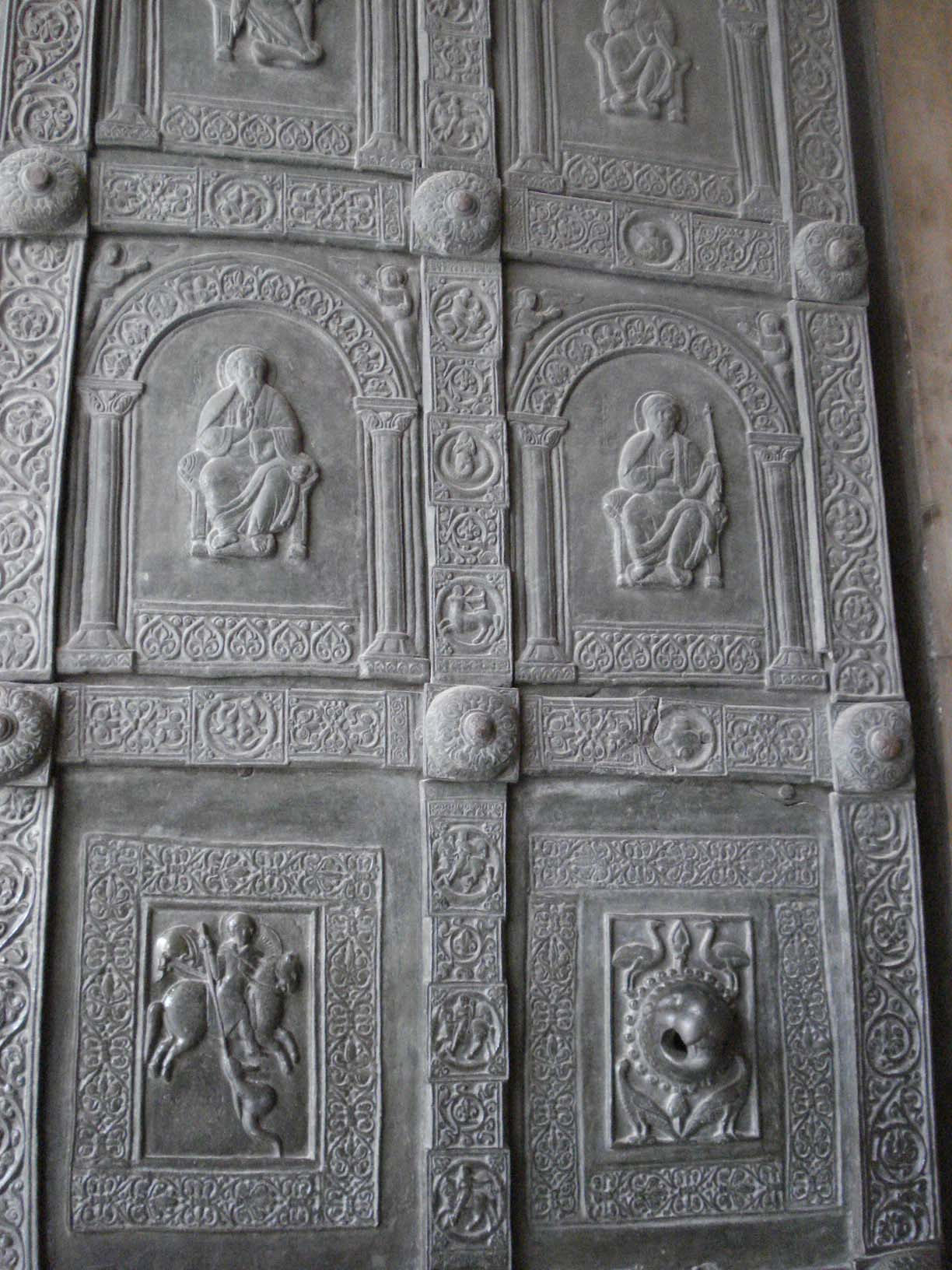
Fragment drzwi brązowych Barisanusa w portalu północnym

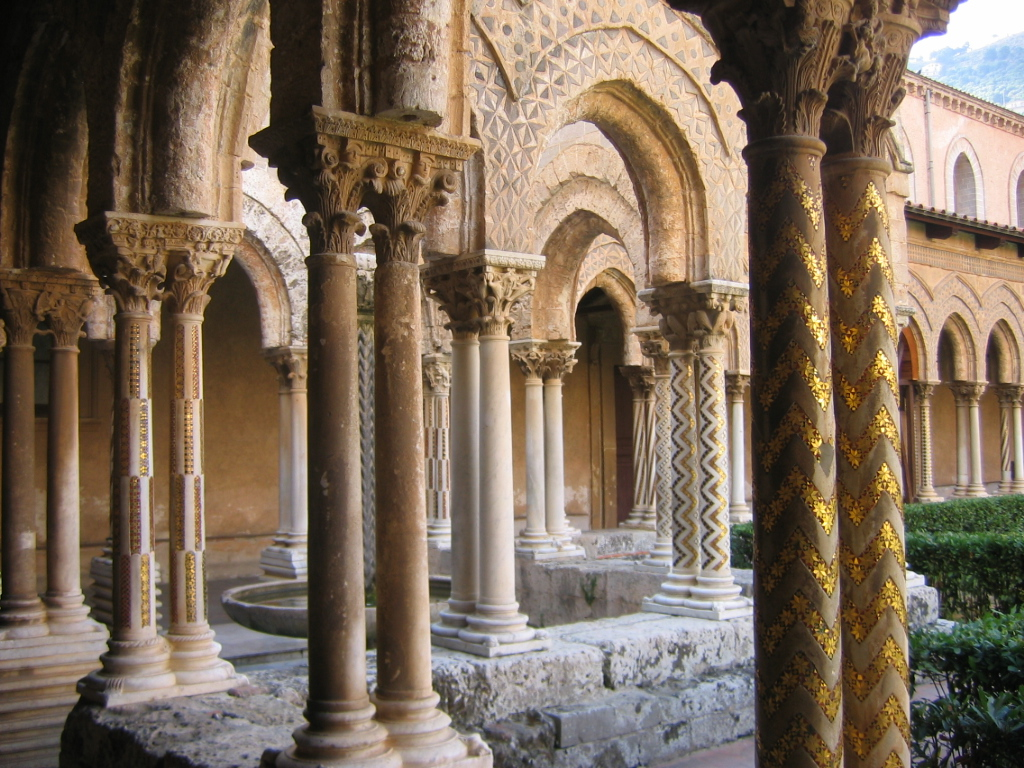
Krużganki ze studnią

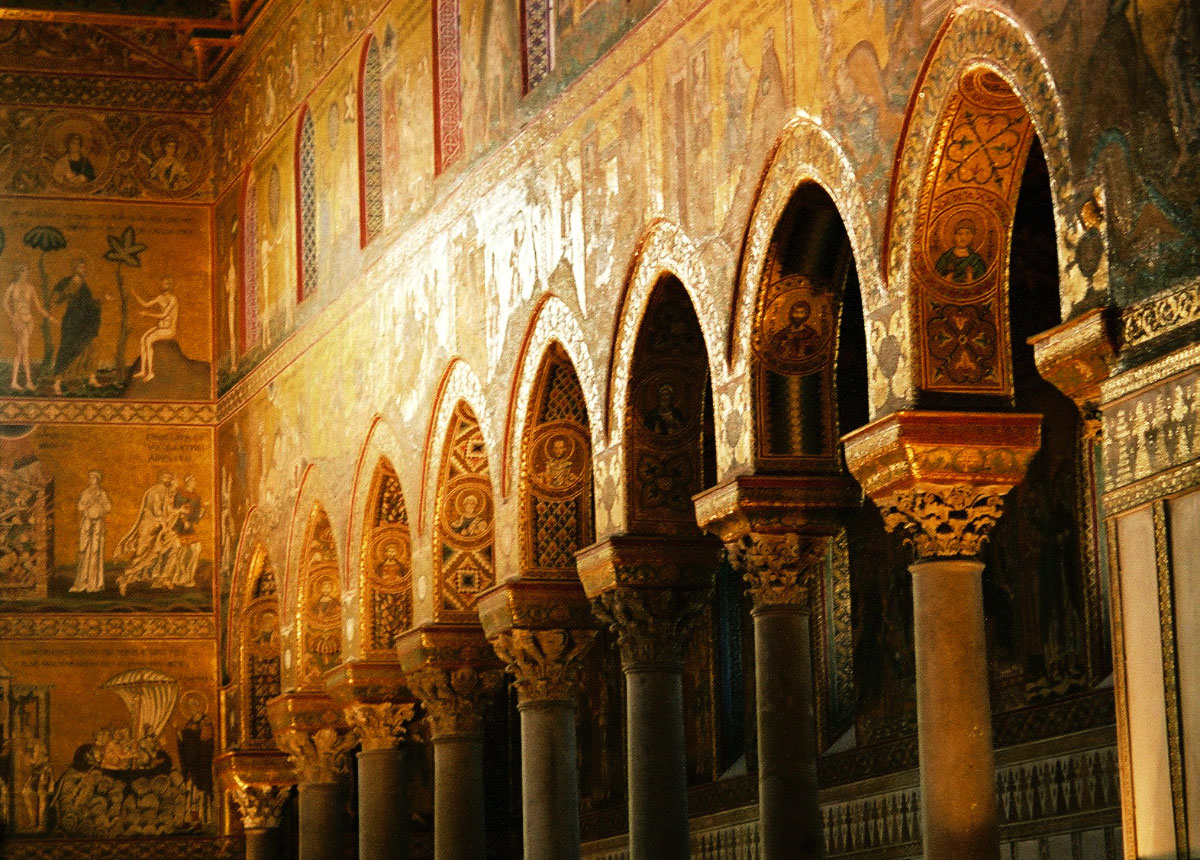
Widok części północnej

## Krużganki
Jedyną pozostałością przylegającego do katedry klasztoru benedyktynów jest oryginalny kompleks krużganków. Ma on kształt kwadratu o boku 47 m.
Każdy z czterech boków krużganków tworzą arkady składające się z 26 ostrych łuków po każdej stronie. Arkady wzniesione są na podwójnych kolumnach wykonanych w bardzo zróżnicowany sposób: niektóre są proste (bez zdobień), inne pokryte spiralnym lub zygzakowatym kanelowaniem bądź bogato inkrustowane i przyozdobione mozaikami. Głowice także są mocno zróżnicowane: przedstawiają płaskorzeźbione sceny z Biblii lub symbole chrześcijańskie i islamskie.
W rogu krużganków osadzony jest kwadratowy studzieniec z trzema arkadami na każdym boku. W środku na bazie z kolumny spoczywa misa fontanny. Z niej wyrasta kolejna cieńsza i zdobiona zygzakowatym kanelowaniem kolumna, zakończona kulą, po której sączy się woda.